# Senegambia og Niger
Senegambia og Niger var en kortvarig administrativ enhed i de franske besiddelser i Vestafrika. Den blev oprettet i 1902, og blev organiseret i 1904 til Øvre Senegal og Niger.
På trods af den kortvarige eksistens, udgav den franske regering frimærker for den administrative enhed, med indskrifterne: "SENEGAMBIE / ET NIGER". Serien bestod af 13 værdier, fra 1 centime til 1 franc.
17°41′34″N 8°04′06″Ø / 17.69269°N 8.06831°Ø